# Zalesie (Dźwierzuty)
Zalesie (deutsch Salleschen, auch: Saleschen, 1938 bis 1945 Ingelheim) ist ein Ort in der polnischen Woiwodschaft Ermland-Masuren. Er gehört zur Gmina Dźwierzuty (Landgemeinde Mensguth) im Powiat Szczycieński (Kreis Ortelsburg).

## Geographische Lage
Zalesie liegt am Nordwestufer des Rheinswein-Sees (polnisch Jezioro Rańskie) in der südlichen Mitte der Woiwodschaft Ermland-Masuren, 17 Kilometer nördlich der Kreisstadt Szczytno (deutsch Ortelsburg).

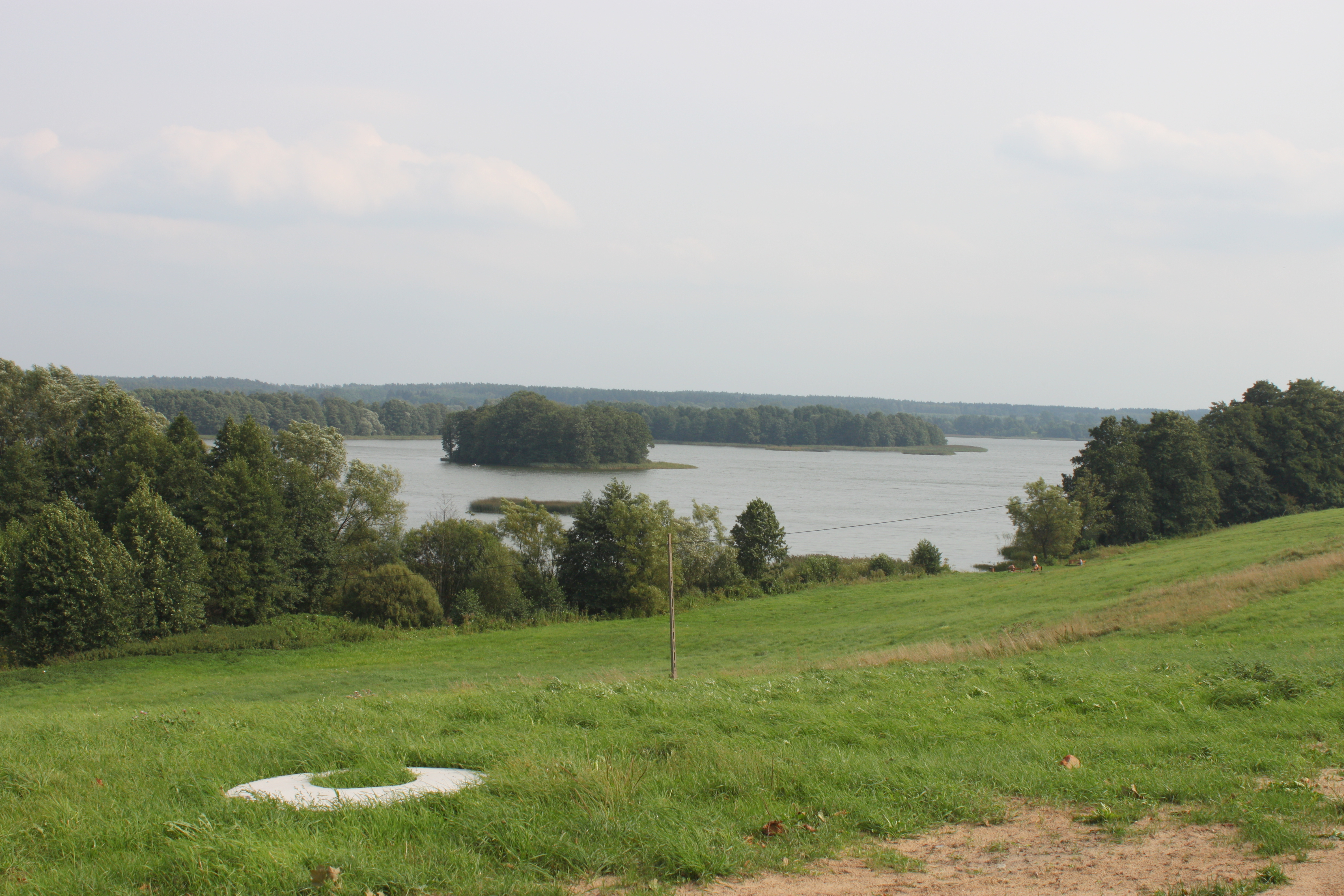
Blick von Zalesie auf den Rheinswein-See

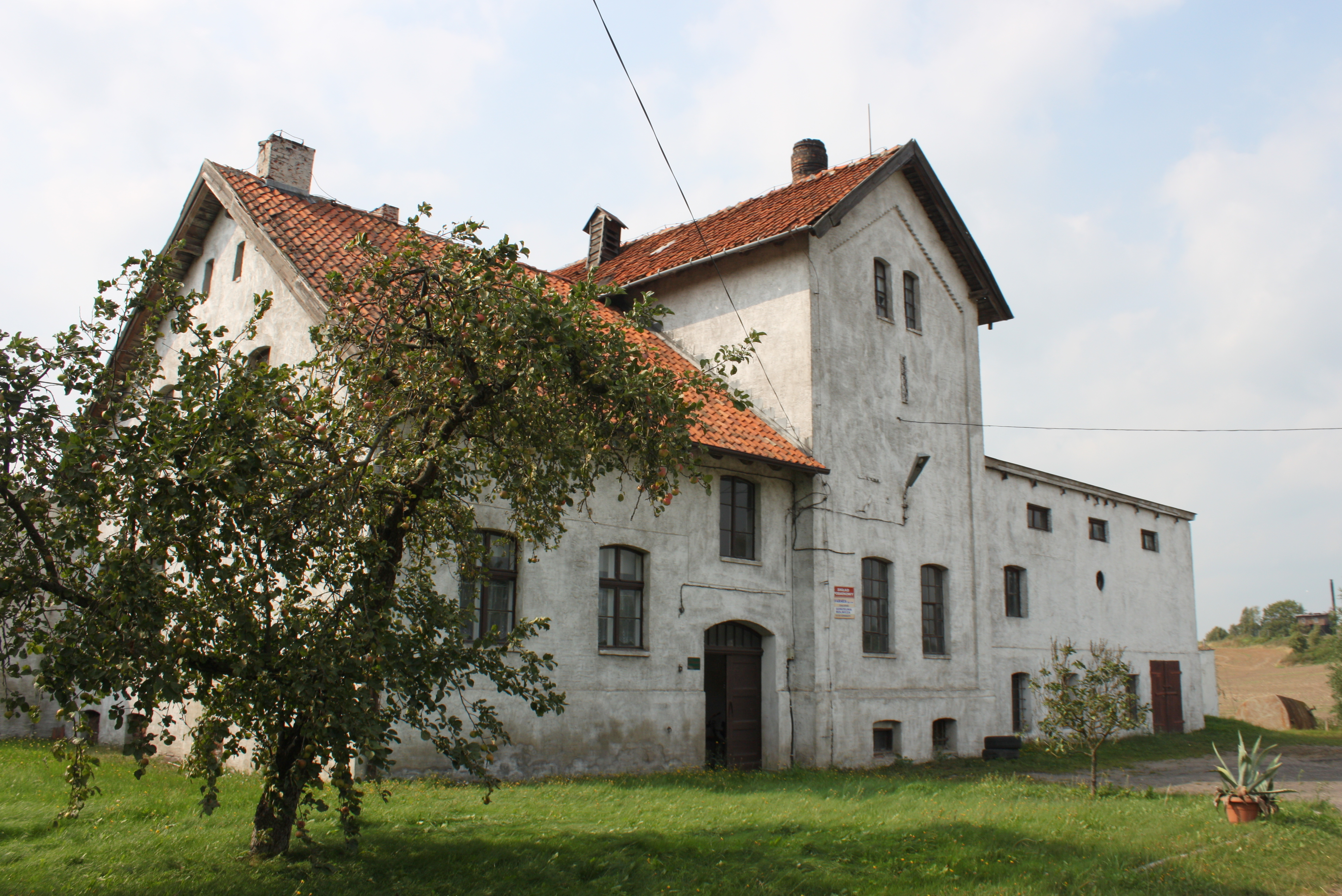
Alte Brennerei in Zalesie

## Geschichte

### Ortsgeschichte
Aus einem ehemaligen Großgrundbesitz in Rheinswein (polnisch Rańsk) wurde das Vorwerk am Rheinsweiner See ausgegliedert und als Gut Salleschen (bis 1881 auch „Saleschen“) verselbständigt.
Im Jahre 1874 wurde Salleschen Amtsdorf und damit namensgebend für einen Amtsbezirk im Kreis Ortelsburg im Regierungsbezirk Königsberg (ab 1905: Regierungsbezirk Allenstein) in der preußischen Provinz Ostpreußen. Elf Dörfer waren anfangs eingegliedert. 123 Einwohner zählte der Gutsbezirk Salleschen im  Jahre 1910. Aufgrund der Bestimmungen des Versailler Vertrags stimmte die Bevölkerung im Abstimmungsgebiet Allenstein, zu dem Salleschen gehörte, am 11. Juli 1920 über die weitere staatliche Zugehörigkeit zu Ostpreußen (und damit zu Deutschland) oder den Anschluss an Polen ab. In Salleschen stimmten 89 Einwohner für den Verbleib bei Ostpreußen, auf Polen entfielen keine Stimmen.
1929 wurde Salleschen in den Nachbarort Kallenczin (1938 bis 1945 Kallenau, polnisch Kałęczyn) eingemeindet und am 3. Juni – amtlich bestätigt am 16. Juli – 1938 in „Ingelheim“ umbenannt. Ebenfalls umbenannt wurde wenige Monate später – am 15. November 1938 – der Amtsbezirk Salleschen, der nun „Amtsbezirk Rheinswein“ hieß.
Als 1945 in Kriegsfolge das gesamte südliche Ostpreußen an Polen überstellt wurde, war auch Salleschen resp. Ingelheim davon betroffen. Der Ort erhielt die polnische Namensform „Zalesie“ und ist heute eine Ortschaft im Verbund der Landgemeinde Dźwierzuty (Mensguth) im Powiat Szczycieński (Kreis Ortelsburg), bis 1998 der Woiwodschaft Olsztyn, seither der Woiwodschaft Ermland-Masuren zugehörig.

### Amtsbezirk Salleschen (1874–1938)
Ursprünglich gehörten zum neu errichteten Amtsbezirk Salleschen (Saleschen) elf Orte. Am Ende waren es noch sechs:
| Deutscher Name         | Geänderter Name (1938 bis 1945) | Polnischer Name | Bemerkungen                                        |
| ---------------------- | ------------------------------- | --------------- | -------------------------------------------------- |
| Adlig Mingfen          |                                 | Miętkie         | vor 1898 in die Landgemeinde Mingfen eingegliedert |
| Alt Marxöwen           | Markshöfen                      | Marksewo        | 1876 in die Landgemeinde Marxöwen eingegliedert    |
| Heering                |                                 | Śledzie         | um 1900 nach Rheinswein eingemeindet               |
| Jellinowen             | Gellen (Ostpr.)                 | Jeleniowo       |                                                    |
| Kallenczin             | Kallenau                        | Kałęczyn        |                                                    |
| Königlich Mingfen      |                                 |                 | vor 1898 in die Landgemeinde Mingfen eingegliedert |
| Neu Marxöwen           |                                 |                 | 1876 in die Landgemeinde Marxöwen eingegliedert    |
| Rheinswein (Dorf)      |                                 | Rańsk           |                                                    |
| Rheinswein (Gut)       |                                 |                 | 1928 in die Landgemeinde Rheinswein eingegliedert  |
| Salleschen (Saleschen) | Ingelheim                       | Zalesie         | 1928 in die Landgemeinde Kallenczin eingegliedert  |
| Zimnawodda             | (ab 1933:) Hirschthal           | Zimna Woda      |                                                    |

Als der Amtsbezirk in den „Amtsbezirk Rheinswein“ überging, gehörten ihm an: Gellen (Ostpr.), Hirschthal, Kallenau, Markshöfen, Mingfen und Rheinswein.

## Gut Salleschen/Ingelheim

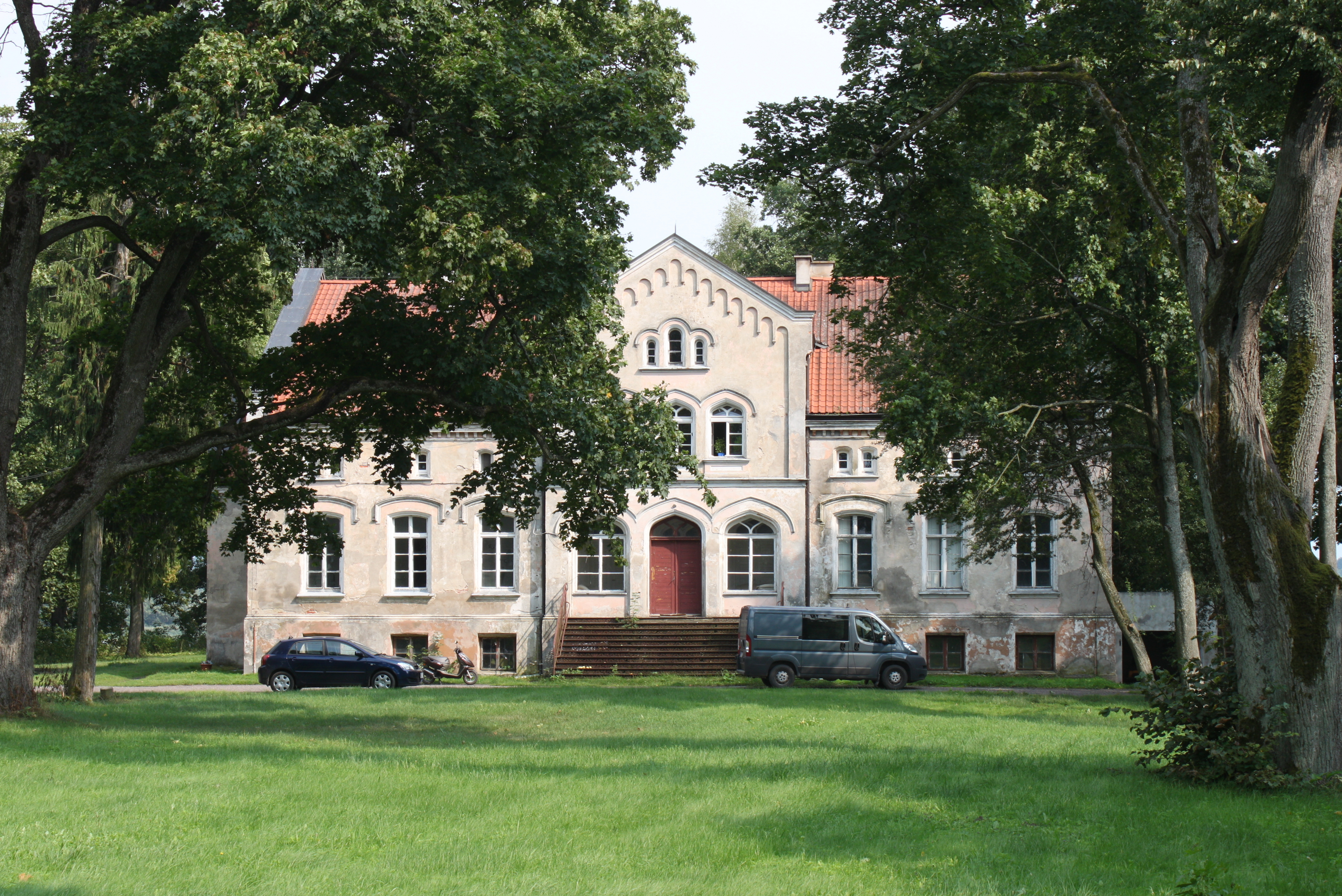
Das ehemalige Gutshaus Salleschen/Ingelheim in Zalesie

### Gutsbesitz
1717 gehörte Salleschen zum Besitz des Georg Christoph Küchmeister von Sternberg. Danach wechselten die Eigentümer häufig. Zu Beginn des 19. Jahrhunderts ging der Besitz an die Familie von Massenbach. Nach 1910 errichtete hier der preußische Staat eine Domäne, die in Pacht gegeben wurde. Letzter Domänepächter war Paul Müller.

### Gutshaus
Edmund von Massenbach, 1830 auf Salleschen geborener Gutsbesitzer und ab 1880 den Freiherrntitel tragend, ließ in der Mitte des 19. Jahrhunderts das noch heute stehende Gutshaus errichten. Zum Haupteingang führt eine originelle gusseiserne Treppe mit Pflanzenmotiven und geometrischen Mustern. Das Gebäude befindet sich heute in guter Verfassung und ist in Privatbesitz.

### Gutspark
Den Park gestaltete 1865 der Gartenarchitekt Johann Larass. Noch heute ist er in gutem Zustand. Eindrucksvoll sind die verschiedenen Ausblicke zum Gutshaus und auf den See.

## Kirche
Bis 1945 war Salleschen resp. Ingelheim in die evangelische Kirche Rheinswein in der Kirchenprovinz Ostpreußen der Kirche der Altpreußischen Union sowie in die katholische Kirche Mensguth im damaligen Bistum Ermland eingepfarrt.
Heute gehört Zalesie katholischerseits zur Pfarrei in Targowo (Theerwisch) im jetzigen Erzbistum Ermland, evangelischerseits zur Kirche in Rańsk, die jetzt eine Filialkirche der Pfarrei in Szczytno in der Diözese Masuren der Evangelisch-Augsburgischen Kirche in Polen ist.

## Verkehr
Zalesie ist von Kałęczyn (Kallenczin, 1938 bis 1945 Kallenau) an der Woiwodschaftsstraße 600 aus über eine Stichstraße zu erreichen. Eine Anbindung an den Bahnverkehr besteht nicht.